# Francisco Meneses de Lima
Francisco Gabriel Meneses de Lima (Açores, 29 de outubro de 1967) é um político português. Atualmente, desempenha as funções de Vice-Presidente da Secção Regional do CHEGA-Açores e foi eleito nas eleições de fevereiro de 2024 como deputado à Assembleia Legislativa Regional pelo círculo eleitoral da Ilha Terceira.

## Resultados eleitorais

### Eleições regionais

#### Açores
| Data | Partido | Partido | Círculo eleitoral | Posição     | Cl. | Votos | %             | Status | Notas                           | Ref.  |
| ---- | ------- | ------- | ----------------- | ----------- | --- | ----- | ------------- | ------ | ------------------------------- | ----- |
| 2024 |         | CHEGA   | Terceira          | 1.º (em 10) | 3.º | 2 249 | 8,10 / 100,00 | Eleito | Vice-Presidente do CHEGA-Açores | [ 3 ] |